# تالدان
تالدان (به لاتین: Taldan) یک منطقهٔ مسکونی در روسیه است که در استان آمور واقع شده‌است.